# Anacronicta flavala
Anacronicta flavala är en fjärilsart som beskrevs av Moore 1867. Anacronicta flavala ingår i släktet Anacronicta och familjen Pantheidae. Inga underarter finns listade i Catalogue of Life.